# Józef Zbigniew Harasim
Józef Zbigniew Harasim (ur. 8 stycznia 1948 w Zamościu, zm. w czerwcu 2018 w USA) – założyciel i przewodniczący NSZZ „Solidarności” w Zamościu. Wieloletni działacz społeczny, radny miasta Zamość.

## Życiorys
Od 1962 do 1964 uczeń Zasadniczej Szkoły Zawodowej przy Wojskowych Zakładach Motoryzacyjnych. W latach 1966–1969 był pracownikiem Bielskiego Przedsiębiorstwa Budownictwa Przemysłowego w Bielsku-Białej, w latach 1972-1983 Zakładów Metalowych Zamet w Zamościu.
We wrześniu 1980 zorganizował strajk w Fabryce Aparatury Mleczarskiej Spomasz. W październiku 1980 został przewodniczącym Komitetu Założycielskiego w „Solidarności", zaś od października 1980 do stycznia 1981 już wiceprzewodniczącym. Między styczniem a lipcem 1981 był przewodniczącym MKZ Zamość, zaś od stycznia do maja 1981 członkiem MKZ Regionu Środkowo-Wschodniego. W kwietniu i maju 1981 delegat na I Walnym Zebraniu Delegatów Regionu Środkowo-Wschodniego, członek Zarządu Regionu, od jesieni 1981 członek komisji ds. więziennictwa przy Zarządzie Regionu. Od marca 1981 jako właściciel niewielkiego gospodarstwa pod Zamościem współorganizator struktur „Solidarności” Rolników Indywidualnych, organizator i wiceprzewodniczący Koła „S” Rolników Indywidualnych w Płoskiem k. Zamościa. W czasie strajku ustrzycko-rzeszowskiego wraz z Michałem Zającem reprezentował struktury województwa zamojskiego. Przewodniczący gminnego Komitetu Założycielskiego „S” Rolników Indywidualnych w Zamościu, obserwator gminnych zebrań wyborczych. Od 27 listopada do 13 grudnia 1981 współorganizator akcji okupowania siedziby Wojewódzkiego Komitetu Zjednoczonego Stronnictwa Ludowego w Zamościu (początkowo jako przewodniczący woj. Komitetu Społecznego „Solidarność” Rolników Indywidualnych).
13 grudnia 1981 zatrzymany przez ZOMO podczas odblokowywania siedziby WK ZSL, internowany w Ośrodku Odosobnienia w Krasnymstawie, od 9 stycznia 1982 we Włodawie, od 23 kwietnia 1982 w Kwidzynie, zwolniony 22 grudnia 1982. Od grudnia 1982 ponownie działacz podziemia w woj. zamojskim, organizator zbiórki żywności w gm. Zamość i Skierbieszów dla rodzin osób represjonowanych w Świdniku oraz na potrzeby akcji Wakacje z Bogiem. Na początku 1983 autor Petycji do władz PRL o zaprzestanie więzienia i represjonowania działaczy politycznych i związkowych. W 1983 skazany przez kolegium ds. wykroczeń na karę grzywny za udział 10 lipca 1983 w nielegalnym zgromadzeniu na placu katedralnym w Lublinie.
Od grudnia 1983 przebywał na emigracji w USA, gdzie pracował jako operator sprzętu przy budowie dróg. Był współorganizatorem pomocy dla podziemnych struktur „Solidarności” Rolników Indywidualnych w województwie zamojskim.
Od 26 czerwca 1985 do 25 października 1989 rozpracowywany przez Wydział II WUSW w Zamościu w ramach Kwestionariuszu Ewidencyjnego kryptonim Kędzierzawy.